# Список безпілотних літальних апаратів України

## БпЛА українського виробництва

### Сучасні українські розробки
| PD-2 |
| --- |
| PD-2 — український багатоцільовий БпЛА виробництва Ukrspecsystems, розроблений у 2020 році. Призначений для здійснення повітряної розвідки та бойового застосування як носій бомбового навантаження з бойовою частиною вагою до 3 кг. Може злітати зі злітної смуги, також може оснащуватися модулями системи вертикального зльоту та посадки, що робить його апаратом вертикального злету та приземлення (англ. VTOL — Vertical Take-Off and Landing). У 2020 році компанія «Ukrspecsystems» розробила безпілотник PD-2, який є глибокою модернізацією PD-1 зі збільшенням корисного навантаження, дальності зв'язку та іншими вдосконаленнями. БПЛА активно використовується під час російського вторгнення в Україну. |
| Raybird 3 |
| Raybird-3 (ACS-3) — український безпілотний авіаційний комплекс класу «малий тактичний» для різних довготривалих місій та пошуково-рятувальних операцій (ведення аерофотозйомки та відеоспостереження вдень та вночі об’єктів земної та водної поверхні). Створений компанією АВК «Скаетон». З 2016 року допущений до експлуатації в Збройних силах України. БПЛА активно використовується під час Російського вторгнення в Україну. |
| RAM II UAV |
| RAM II UAV — український дрон-камікадзе. Презентація першої моделі RAM UAV відбулась у лютому 2018 року на виставці в Абу-Дабі, згодом була дороблена та представлена, як друга версія RAM II UAV. Створений на базі корпусу БпЛА «Лелека-100» компанії DEVIRO. Система призначена для нанесення точних ефективних ударів по ворожих силах та мінімізації супутнього збитку при використанні в міській місцевості. Запуск комплексу здійснюється з мобільної катапульти. 10 жовтня 2022 року на тлі масованого ракетного обстрілу російськими загарбниками Фонд Сергія Притули і Сергій Стерненко оголосили про збір коштів на закупівлю безпілотників RAM II UAV для ЗСУ. 10 січня 2023 року були представлені безпілотники зі здатністю польоту до 30 км. Дрон застосовувався ЦСО «А» СБУ. |
| SHARK |
| SHARK — розвідувальний безпілотний комплекс, створений компанією Ukrspecsystems для спостереження та коригування вогню, розроблений у 2022 році. Компанія Ukrspecsystems почала працювати над БпЛА «Шарк» в умовах повномасштабного російського вторгнення 24 лютого 2022 року, а льотні випробування стартували менш ніж за пів року. БпЛА активно використовується під час російського вторгнення в Україну. |
| Buntar-3 |
| Buntar-3 – безпілотний авіаційний комплекс для розвідки на оперативно-тактичному рівні в реальному часі, створений компанією Buntar Aerospace. Першу версію комплексу Buntar-1 анонсували 2024 року. В цій версії комплекс відзначався системою зв'язку, яка зменшувала ризик дії ворожого РЕБ, та програмним забезпеченням, яке допомагало автоматизації процесів та збільшення ситуаційної обізнаності екіпажу. У червні 2025 року було анонсовано Buntar-3 – наступна версія комплексу отримала збільшений час у повітрі та тактичний радіус дії. БпАК Buntar-3 було кодифіковано Міністерством Оборони України та допущено до експлуатації в Збройних Силах України. Комплекс активно використовується під час Російсько-Української війни |
| SkyKnight 2 |
| SkyKnight 2 — український ударний безпілотник, що може використовуватися для ураження цілей методом самознищення або методом скидання корисного навантаження на ціль. Дрон опціонально обладнаний модулем mesh-мережі та спеціалізованим польотним ядром з модулем АІ, який має протидіяти російським комплексам придушення БпЛА. |
| Spectator |
| БпАК-МП-1 «Spectator» — український безпілотний авіаційний комплекс, призначений для розвідки, розроблений у 2015 році. Розроблений і вироблений ВАТ «Меридіан» імені С. П. Корольова. БпАК складається з наземної станції керування і трьох безпілотних літальних апаратів. Прийнятий на озброєння ЗСУ у 2019 році. У червні 2020 року Збройні сили України отримали перший модернізований безпілотник «Spectator-M1». У 20-х числах травня 2022 року українські військові 45 ОАБр показали, як виявили та знищили кілька одиниць ворожої техніки на території Пологівського олійноекстраційного заводу в Пологах (Запорізька область), використовуючи безпілотник «Spectator» і 2С7 «Піон». БпЛА активно використовується під час російського вторгнення в Україну. |
| QBOND888 |
| QBOND888— український БпЛА для аеророзвідки, забезпечує можливість коригування артилерійського вогню, виробництва Ukrspecsystems, представлений у 2022 році. У грудні 2022 стало відомо про волонтерський збір коштів на дані БПЛА. |
| UJ-22 AIRBORNE |
| UJ-22 Airborne — багатоцільовий безпілотний авіаційний комплекс виробництва українського підприємства «УкрДжет», вперше представлений на виставці «Зброя та безпека 2021». Здатний нести некеровані авіаційні бомби (82-мм міни) для ураження живої сили, бронетехніки та наземних об'єктів. 28 лютого 2023 було повідомлено про знайдений безпілотник поблизу селища Губастово (неподалік міста Коломна) у Московській області за 460 км від кордону з Україною в якому впізнали український UJ-22 Airborne. Місце падіння літального апарата розташоване на відстані близько 100 км від Москви. БпЛА активно використовується під час російського вторгнення в Україну. |
| UJ-23 TOPAZ |
| UJ-23 TOPAZ — багатоцільовий безпілотний авіаційний комплекс, вперше представлений на виставці «Зброя та безпека 2021». Реактивний БпЛА, що входить до складу комплексу, здатний виконувати польоти в будь-яку пору року, вдень і вночі, в простих і складних метеоумовах, в умовах активного використання противником засобів радіоелектронної боротьби. БпЛА активно використовується під час російського вторгнення в Україну. |
| АСУ-1 «Валькірія» |
| АСУ-1 «Валькірія»— безпілотний авіаційний комплекс для забезпечення моніторингу, повітряної розвідки, відеоспостереження та корегування артилерійського вогню вдень та вночі, розроблений у 2015 році. Передавався до Збройних Сил України та Національної гвардії як волонтерська допомога з 2015 року. Пройшов відомчі визначальні випробування у Збройних Силах України і 2017 року був допущений до експлуатації на особливий період. У грудні 2017 року БпЛА придбано 354-м навчальним механізованим полком 169-го навчального центру. Благодійний фонд Сергія Притули фінансував виробництво комплексів. За даними фонду, два комплекси пішли у 140 окремий розвідувальний батальйон, один у 79 окрему десантно-штурмову бригаду. До кінця 2022 року фонд планував надати 50 одиниць комплексу до ЗСУ. БпЛА активно використовується під час російського вторгнення в Україну. |
| «Бобер» |
| «Бобер» — український дрон-камікадзе, вперше помічений у 2023 році. 30 липня 2023 року волонтер Сергій Притула показав вітчизняні дрони-камікадзе «Бобер», що неодноразово були помічені при атаках на Москву, в ході російського вторгнення в Україну. |
| БпАК «Гор» |
| БпАК «Гор»— розвідувальний БпЛА створений український стартап Airlogix. БпЛА розробили вже після повномасштабного вторгнення. Призначений для розвідки й коригування артилерії на висотах до 3500 м, радіус дії — 40 км. Коштує комплекс з трьома літаками і наземною станцією $250 000. Виготовлено вже 28 комплексів, основними користувачами яких є сухопутні війська ЗСУ. Відомо про використання БпЛА під час російського вторгнення в Україну. |
| БпАК «Сич» |
| БпАК «Сич» здатен проводити розвідку в глибокому тилу окупантів, долаючи відстань до 200 кілометрів і забезпечуючи при цьому якісну фотозйомку. Відомо про використання БпЛА під час російського вторгнення в Україну. |
| Лелека-100 |
| Лелека-100 — український безпілотний літальний апарат, призначений для ведення розвідки, розроблений у 2017 році. Створений українською компанією DeViRo. Прийнятий на озброєння Збройних Сил України в травні 2021 року. В лютому 2017 року комплекс проходив випробування на полігоні в Чернігівській області. Станом на 2018 рік перебував на дослідній експлуатації у Збройних Силах України. Разом з БпАК А1-СМ «Фурія» та БпАК PD-1 був показаний на військовому параді на честь дня Незалежності України в 2018 році. На початку жовтня 2018 року було проведено спільне тренування екіпажів вертольотів та наземних підрозділів. Український БпЛА «Лелека» грав роль російського «Орлана», вертолітники полювали на нього. Тренування показало готовність підрозділів армійської авіації збивати ворожі БпЛА в місцях, де застосування ракет протиповітряної оборони буде недоцільним. А вже 13 жовтня 2018 року в небі над Лисичанськом був виявлений російський БПЛА «Орлан-10». Для його знищення був залучений вертоліт Мі-24. Поставлене завдання було успішно виконане, уламки ворожого безпілотника впали в районі смт. Борівське. У березні 2022 року з допомогою комплексу був знищений російський зенітний комплекс «Бук». БпЛА активно використовується під час російського вторгнення в Україну. У листопаді 2023 року стало відомо про появу версії Leleka LR зі збільшеним радіусом дії до 90 км та покращеною стійкістю до РЕБ. Дрон має виготовлятись українсько-чеською компанією UAC на території Європейського Союзу. |
| «Рубака» |
| «Рубака» — український дрон-камікадзе, вперше помічений у 2023 році. 1 серпня 2023 року у відкритому доступі з’явились зображення, які вказують – в Україні почалось виробництво дронів-камікадзе під назвою «Рубака», котрі через їх особливості можна назвати аналогом Shahed-136. |
| СКІФ |
| СКІФ — український безпілотний літальний апарат типу «літаюче крило», сконструйований для аерофотозйомки, розроблений компанією Culver Aviation. Запущений у серійне виробництво у 2021 році. Перший прототип БпЛА «Скіф» був створений у 2016 році як цивільна версія розвідувального безпілотника Patriot, який розробило науково-виробниче підприємство ITEC (назва компанії Culver Aviation до отримання інвестицій від холдингу TECHIIA). Для виконання комерційних завдань безпілотник Patriot було адаптовано: при збереженні корпусу, двигуна та батареї, було прибрано тепловізор та замінено відеокамеру камерою для повнокадрового картографування. БпЛА «Скіф», запущений у серійне виробництво у 2021 році, є восьмим поколінням літака з моменту його створення. У серпні 2022 року стало відомо про закупівлю 80 БпЛА «Скіф» для Армії дронів. БпЛА активно використовується під час російського вторгнення в Україну. |
| «Фурія» |
| БпАК А1-СМ «Фурія» — український безпілотний авіаційний комплекс розвідки та корегування вогню артилерії. Розроблений у 2014 році київським підприємством «Атлон Авіа». З 2014 року, безпілотний авіаційний комплекс активно застосовувався в ході проведення Операції об’єднаних сил на сході України для ведення повітряної розвідки і корегування вогню артилерії. З 2015 року прийнятий на озброєння Національної гвардії. У 2019-2020 роках БпАК пройшов повний перелік Державних випробувань. Офіційно прийнятий на озброєння Збройних Сил України у 2020 році за наслідками успішних державних випробувань. Станом на 2021 рік було вироблено понад 100 комплексів у різних модифікаціях для потреб Збройних Сил України, Національної гвардії України, Служби безпеки України. БпЛА активно використовується під час російського вторгнення в Україну. |
| E-300 Enterprise |
| E-300 Enterprise — український великогабаритний дрон-камікадзе великої дальності, вироблений українською, в минулому, агропромисловою компанією AeroDrone. Дрон здатний нести до 300 кг корисного навантаження та долати відстань до 3100 км 2 квітня 2024 року у 5:45, за московським часом, було атаковано підприємство по виробництву дронів Герань-2 в місті Єлабуга, Татарстан (Росія), зважаючи на відстань яку подолав БпЛА можна припустити що було застосовано саме безпілотник цього типу. |
| Hunter |
| Hunter D-1 – безпілотний літальний апарат, розроблений у 2023 році компанією USMT. Використовується підрозділами ЗСУ як камікадзе для ураження російської техніки та піхоти на відстані до 15 км. FPV дрон має корисне навантаження до 2 кг та запас ходу 14 хв з навантаженням. Для керування використовується протокол керування ELRS або USMTR (власна розробка компанії USMT) з ППРЧ. Має модифікації з термальною камерою. Також компанія USMT виробляє для ЗСУ FPV дрони Hunter D-2 та Hunter D-3. Hunter D-2 – дрон-бомбер, з максимальним корисним навантаженням 2.5 кг, дальністю польоту 12 км та запасом ходу до 18 хв з навантаженням. Hunter D-3 – дрон-камікадзе, з максимальним корисним навантаженням 1.5 кг, дальністю польоту 12 км та запасом ходу до 10 хв з навантаженням. Як і Hunter D-1 дрони Hunter D-2 та Hunter D-3 використовують протокол ELRS або USMTR з ППРЧ, а також мають модифікації з термальною камерою. |

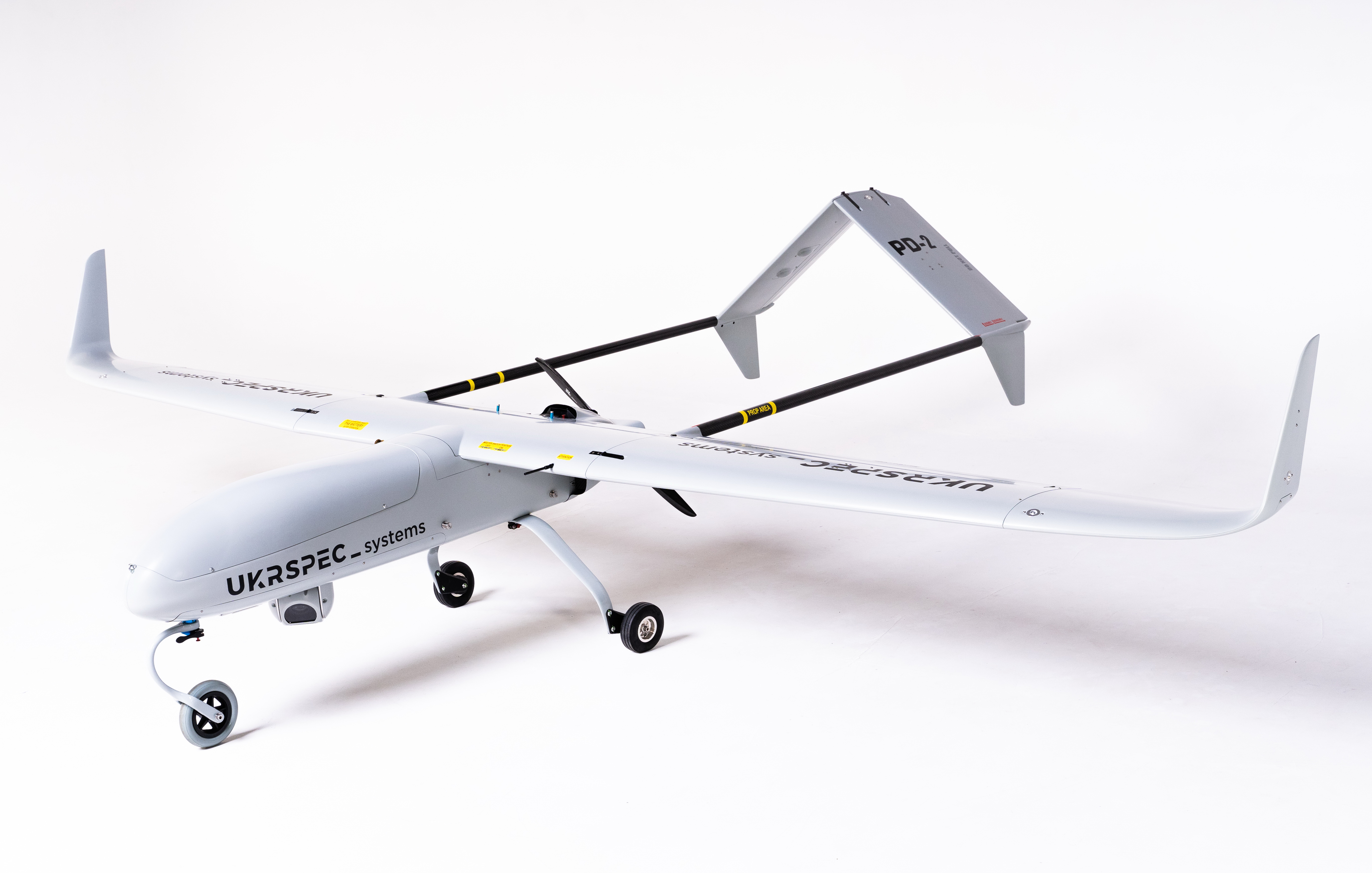
PD-2
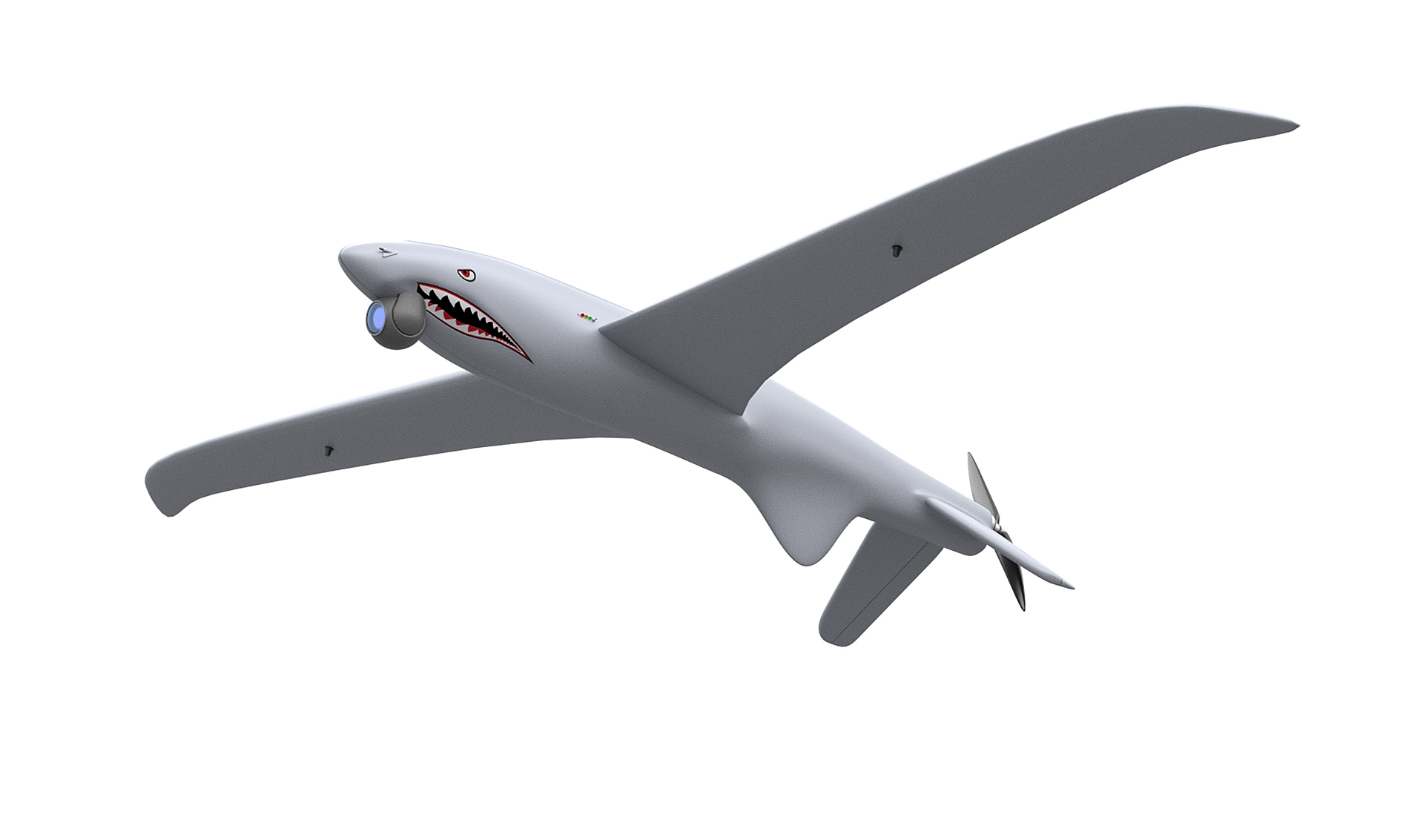
SHARK
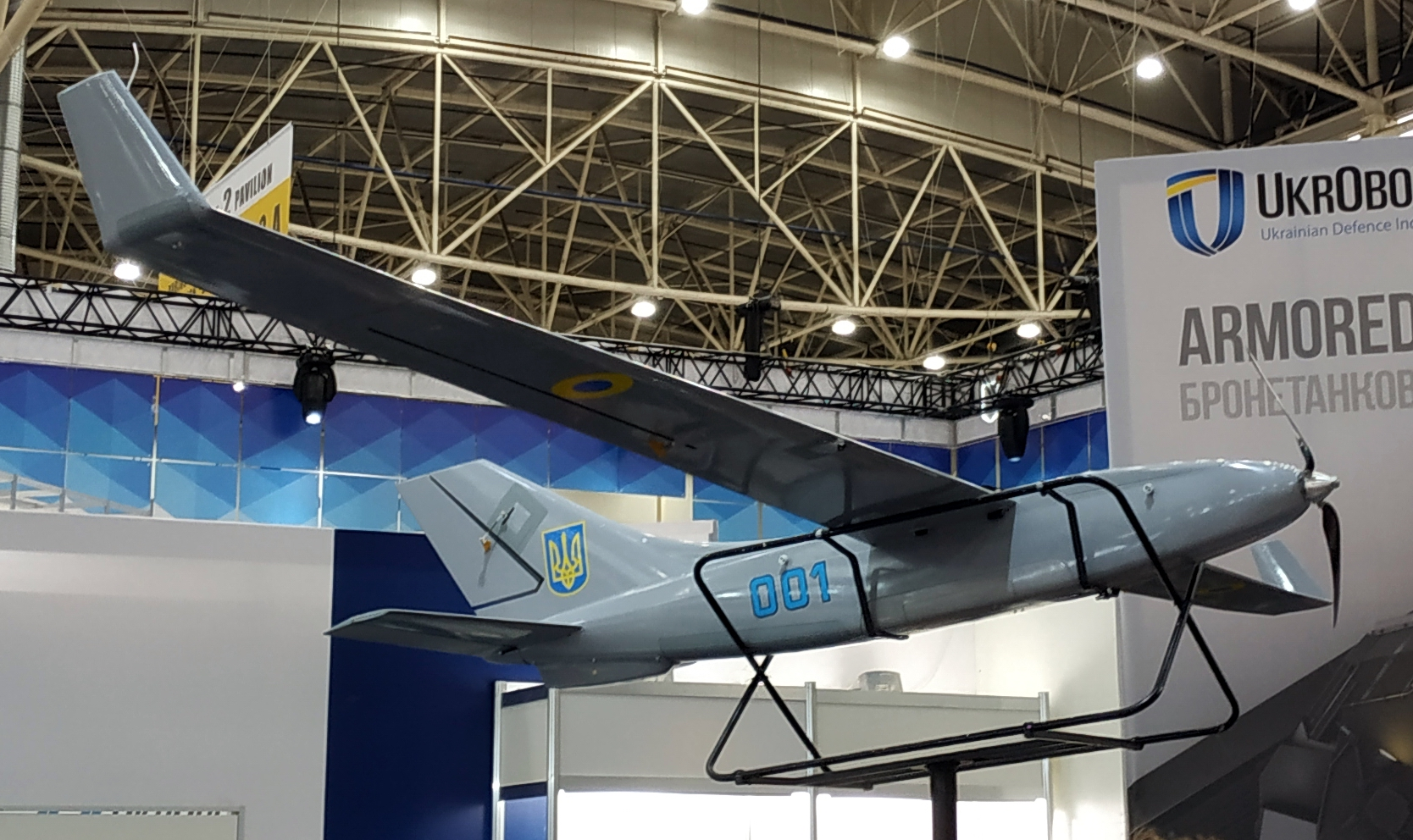
БпАК-МП-1 «Spectator»
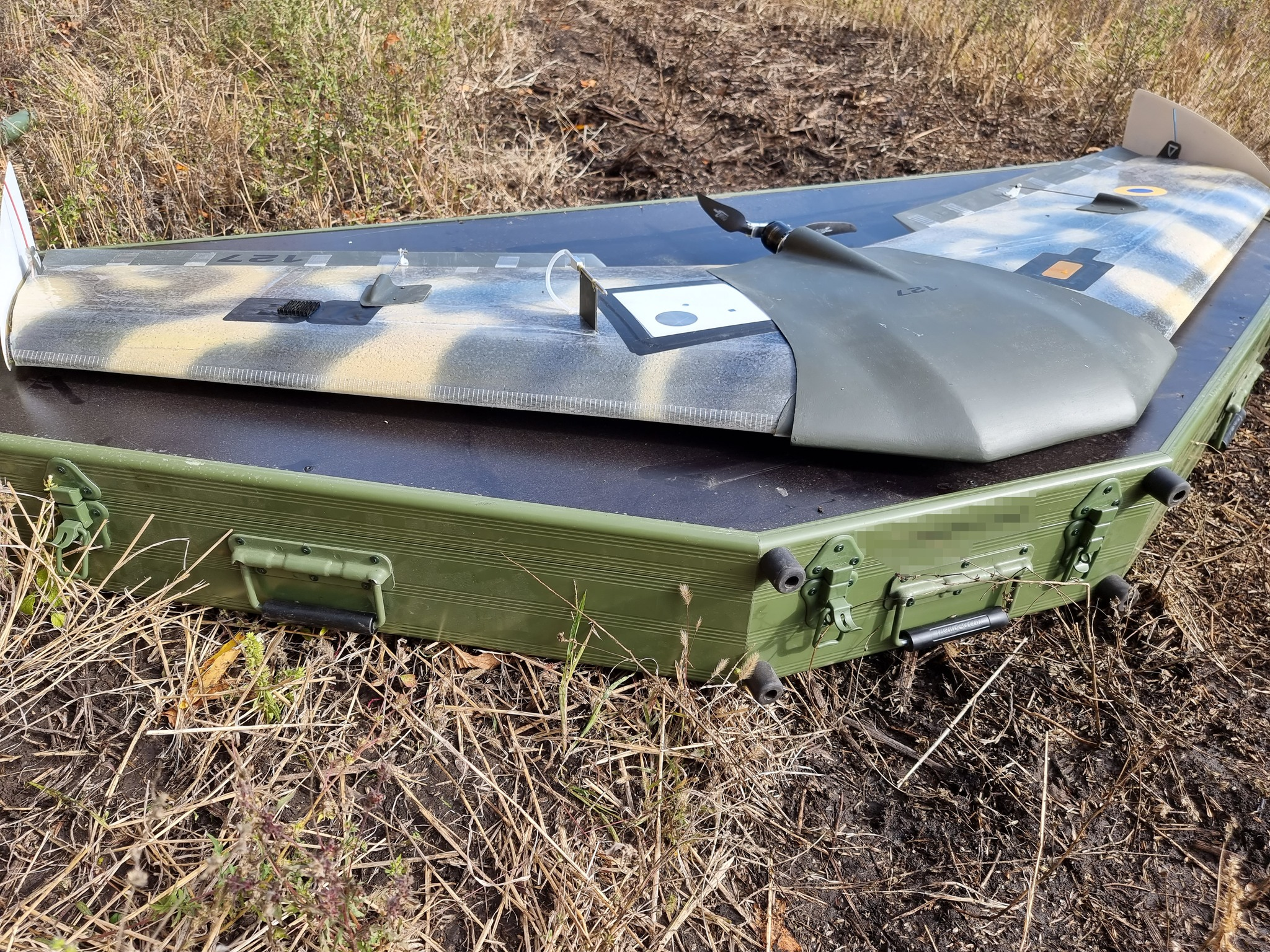
АСУ-1 «Валькірія»
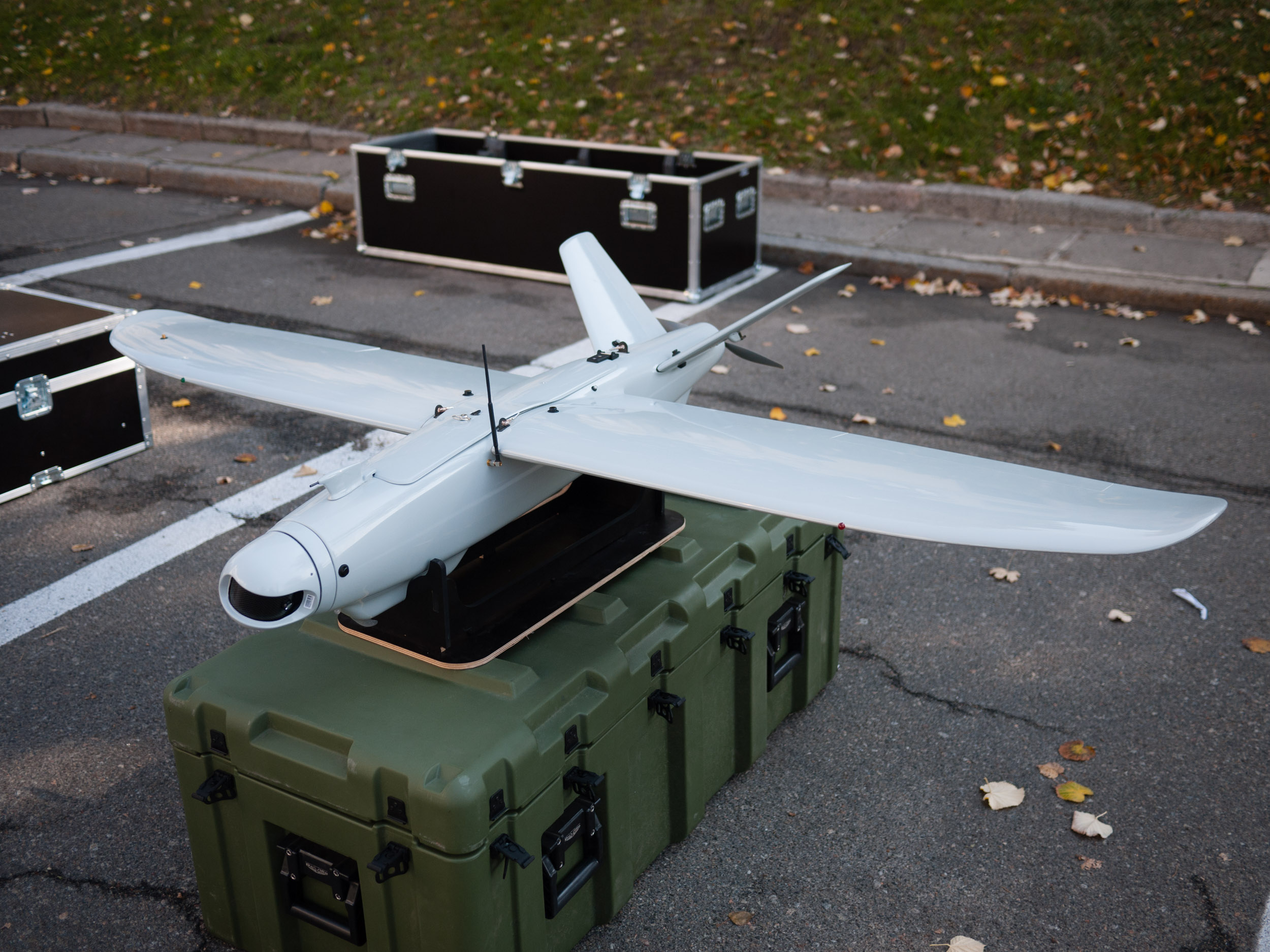
Лелека-100
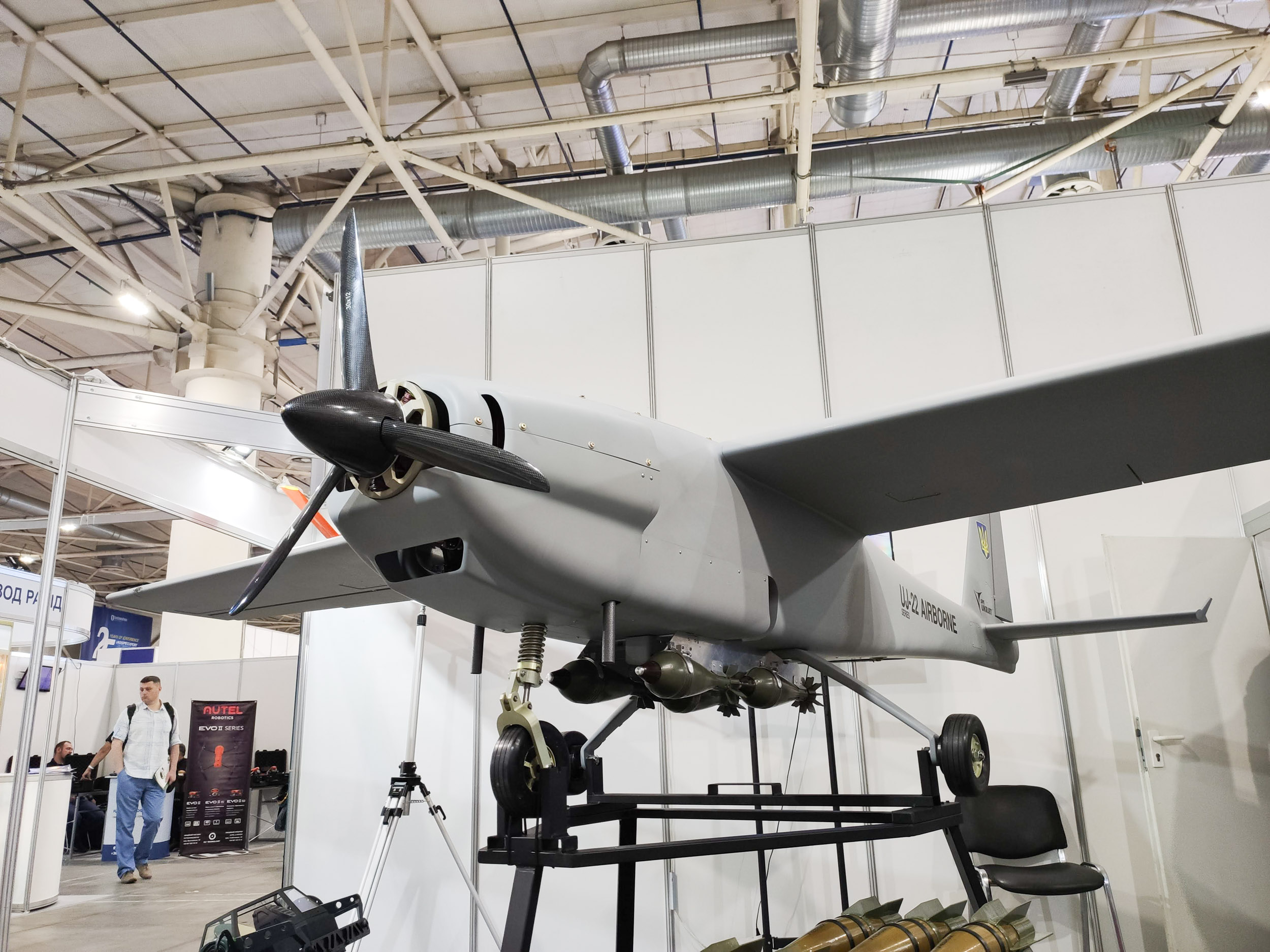
UJ-22 AIRBORNE
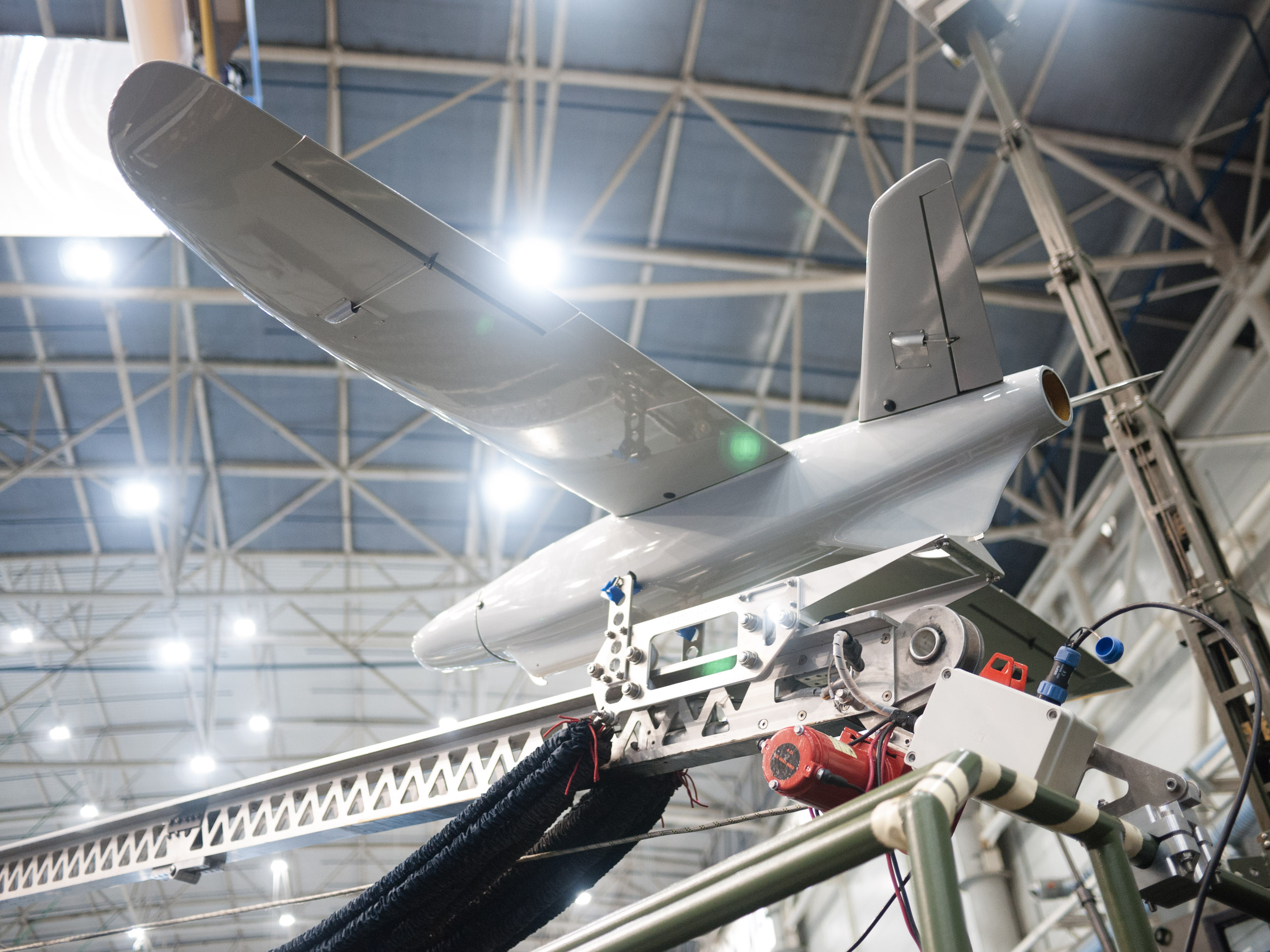
RAM II UAV

### Перспективні українські розробки
| «Горлиця-2» |
| --- |
| «Горлиця-2» — проєкт українського БпЛА від ДП «АНТОНОВ». В 2019—2020 роках почалося виробництво оснастки для виготовлення композитного інтегрованого фюзеляжу з метою забезпечення можливості переходу до реалізації ударного варіанту проєкту «Горлиця-2», складання демонстратору БпЛА. Станом на травень 2021 року державне підприємство «Антонов» у ініціативному порядку працювало над створенням оперативно-тактичний БпЛА «Горлиця-2». |
| Сокіл-300 |
| Сокіл-300— проєкт українського ударного БпЛА, що розробляється Державним Київським конструкторським бюро «Луч» (ДП ДержККБ «Луч»). Публічна демонстрація макету відбулась 6 листопада 2020 року. |

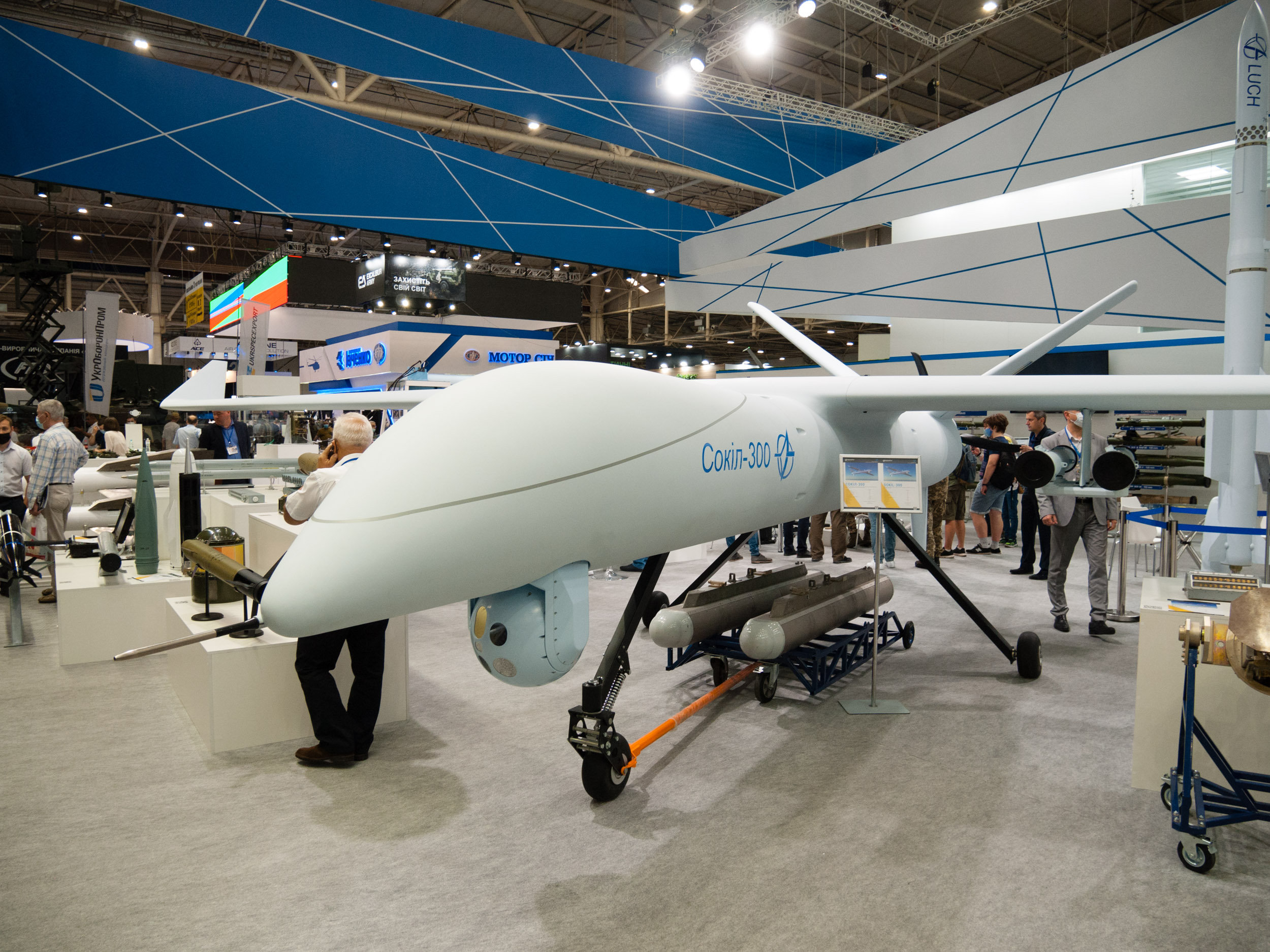
Сокіл-300

### Минулі українські розробки
| PD-1 |
| --- |
| PD-1 — український безпілотний авіаційний комплекс, призначений для здійснення повітряної розвідки та контролю над переміщенням супротивника, розроблений у 2014 році. Розробкою та випуском займається Всеукраїнський центр волонтерів «Народний проект» та Ukrspecsystems. У 2014 році БпЛА PD-1 пройшов фазу тестової експлуатації та через деякий час був відправлений у зону бойових дій. 2018 року безпілотник був представлений на військовому параді до Дня незалежності. |
| RAM UAV |
| RAM UAV — дрон-камікадзе, презентація якого відбулась у лютому 2018 року на виставці в Абу-Дабі. Розроблений ТОВ «Компанія оборонних і радіоелектронних технологій» (КОРТ). Основне призначення — виявлення та ураження наземних (надводних) броньованих цілей та систем протиповітряної оборони. Був вдосконалений на представлений вже як RAM II UAV. |
| «Горлиця» |
| АН-БК-1 «Горлиця»— розроблюваний багатофункціональний безпілотний авіаційний комплекс, призначений для ведення повітряної розвідки вдень та вночі; ураження цілей бортовим озброєнням. Розроблявся ДП «Антонов» у кооперації з провідними підприємствами України. 29 серпня 2016 року була представлена аеродинамічно подібна літаюча модель БпЛА комплексу. Перший політ літальний апарат здійснив 8 листопада 2017 року з аеродрому «Антонов» у місті Гостомель.                |
| Сокіл-2 |
| Сокіл-2 — український безпілотний розвідувальний літальний апарат, БпЛА, розроблений Державним Київським конструкторським бюро «Луч» (ДП ДержККБ «Луч»). Вперше представлений на міжнародній виставці озброєнь і військової техніки IDEX-2011. |

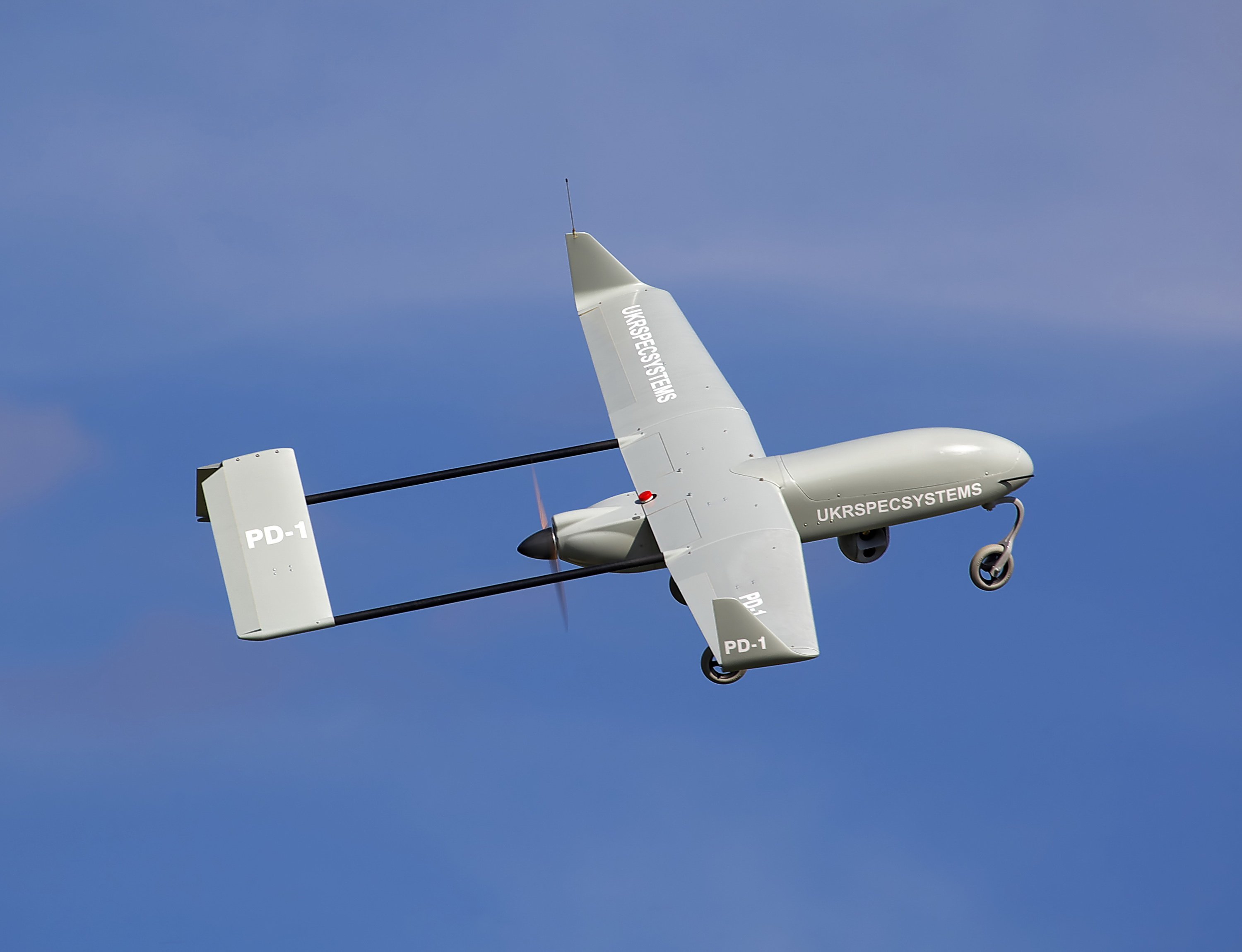
PD-1
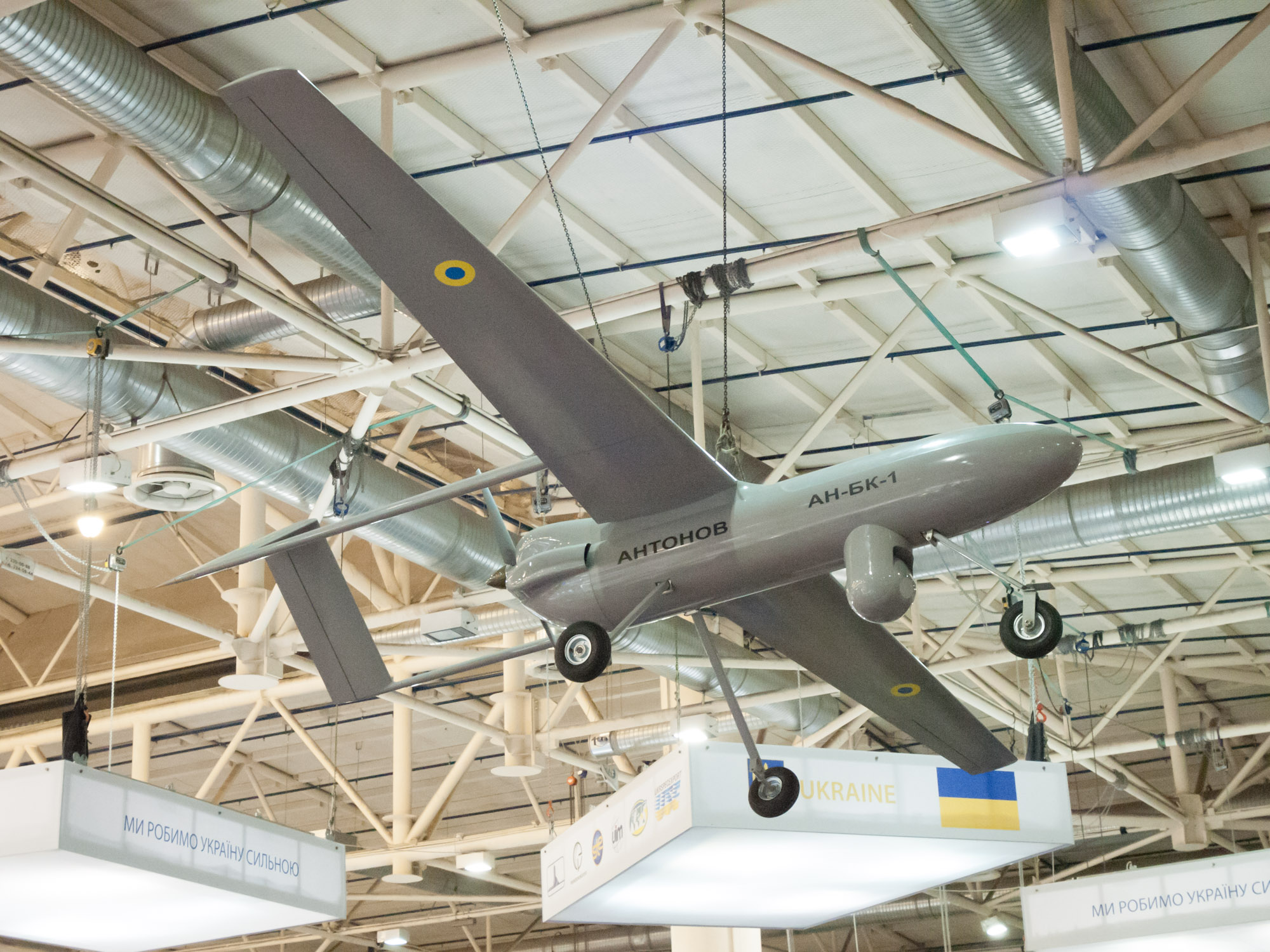
АН-БК-1 «Горлиця»

## БпЛА іноземного виробництва в Україні

### БпЛА іноземного виробництва
| Bayraktar TB2 |
| --- |
| «Bayraktar TB2» — турецький ударний оперативно-тактичний середньовисотний БпЛА з великою тривалістю польоту, здатний виконувати дистанційно керовані або автономні польоти, розроблений у 2014 році. У 2018 році Україна закупила перші 6 апаратів у Туреччини. 26 жовтня 2021 року ЗМІ повідомили про перше бойове використання дрона Україною. Він знищив одиницю ворожої артилерії, яка обстріляла село Гранітне. На початку російського вторгнення в Україну в лютому 2022 року Україна мала близько 20-и «Байрактарів», готових виконувати бойові завдання. Згодом компанія «Baykar Tech» погодилася відправити додаткові. Більшість аналітиків сумнівалися в їх успішному застосуванні, вважаючи, що апарати швидко зіб'ють російська ППО. Проте практика показала навпаки високу ефективність і стійкість «Байрактарів», що пояснюється їхніми цілями: колони техніки, розташовані на відкритій місцевості. Повітряні сили України 28 лютого підтвердили 2 удари по російських цілях з «Байрактарів»: безпілотники знищили колону російської техніки на Херсонщині та ЗРК «Бук» біля Малина. 2 березня 2022 року за допомогою «Байрактарів» вдалося знищити близько 180 одиниць російської техніки поблизу с. Пустовійтівка та с. Бишкінь Сумської області. Завдяки атаці «Байрактара» українські військові змогли захопити й дослідити самохідний зенітний ракетно-гарматний комплекс «Панцирь». 12 березня «Байрактар» знищив російську реактивну систему залпового вогню «Ураган». Ці безпілотники знищили один зі штабів 35-ї армії РФ, кілька засобів РЕБ та штабів меншого рівня. БпЛА активно використовується під час російського вторгнення в Україну. |
| Warmate |
| Warmate — дрон-камікадзе розробки польської компанії WB Electronics, вперше представлений у 2014 році. БпЛА Warmate перебували на озброєнні українських військових під час відбиття російського вторгнення 2022 року. Так, наприклад, 22 липня 2022 року із застосуванням дронів-камікадзе Warmate Збройні сили України знищили техніку та завдали удару по наметовому містечку ворога в Енергодарі, біля Запорізької АЕС. За результатами роботи спостерігали з іншого безпілотника. БпЛА активно використовується під час російського вторгнення в Україну. |
| Switchblade |
| Switchblade — тактичний ударний безпілотний авіаційний комплекс розробки американської компанії AeroVironment, призначений для ураження противника методом самознищення, вперше представлений у 2011 році. Switchblade розробляли на замовлення Командування спеціальних операцій Повітряних сил США до того, як армія США також прийняла його на озброєння. Існують два варіанти що відрізняються максимальною відстанню ураження та типом боєголовки: Switchblade 300 і Switchblade 600. 6 травня 2022 року Збройні сили України вперше застосували Switchblade 300 проти ворога. 53-тя окрема механізована бригада продемонструвала відео обстрілу ворожих позицій. Російські ЗМІ продемонстрували фотографії рештки дрона, який вибухнув. БпЛА активно використовується під час російського вторгнення в Україну. |
| EOS C VTOL |
| EOS C VTOL — естонський безпілотний літальний апарат, призначений для ведення розвідки. Створений естонською компанією Threod Systems. Це високопродуктивний електричний БпЛА вертикального зльоту та посадки з найкращими у своєму класі льотними характеристиками та безліччю унікальних функцій. БпЛА активно використовується під час російського вторгнення в Україну. |

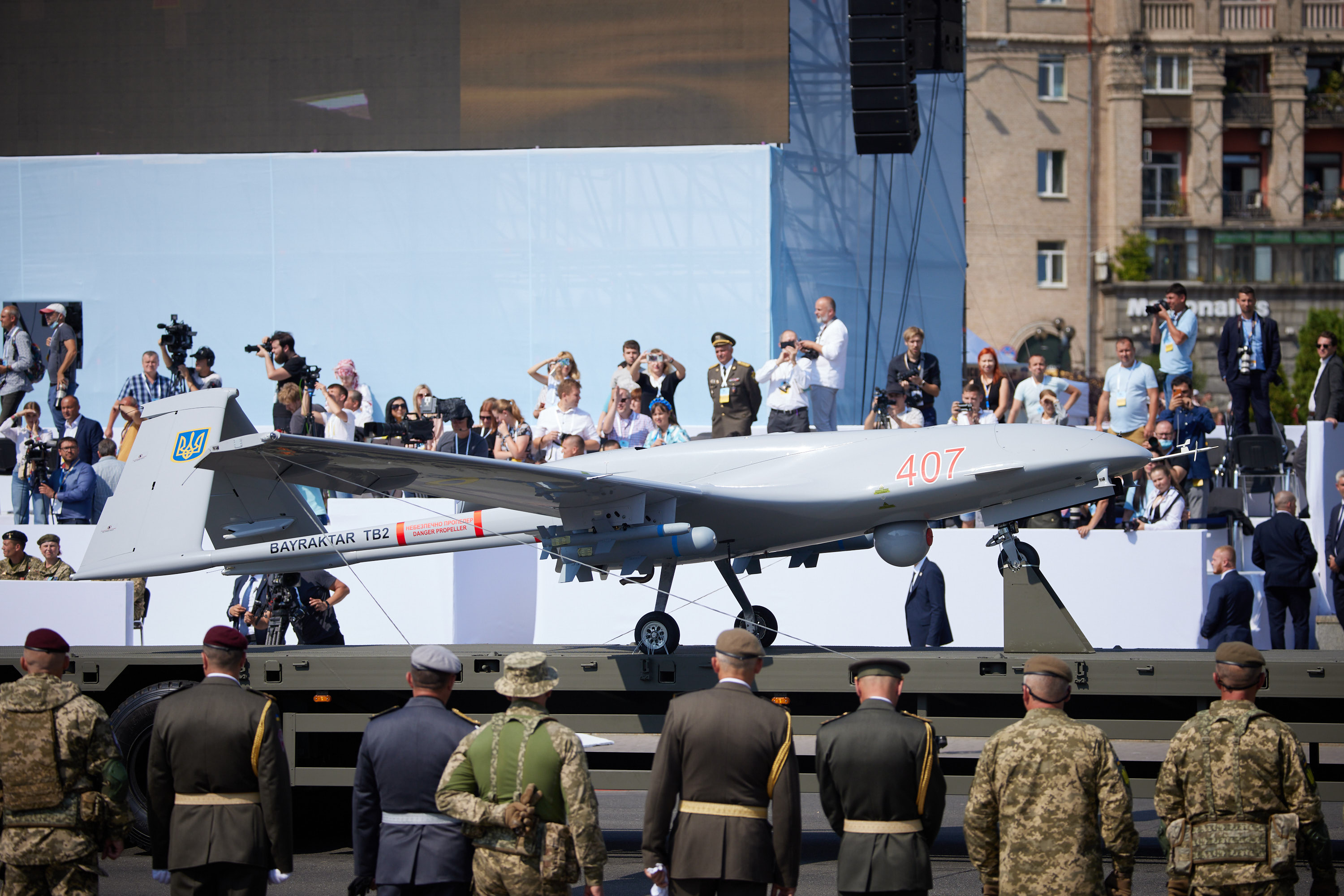
Bayraktar TB2
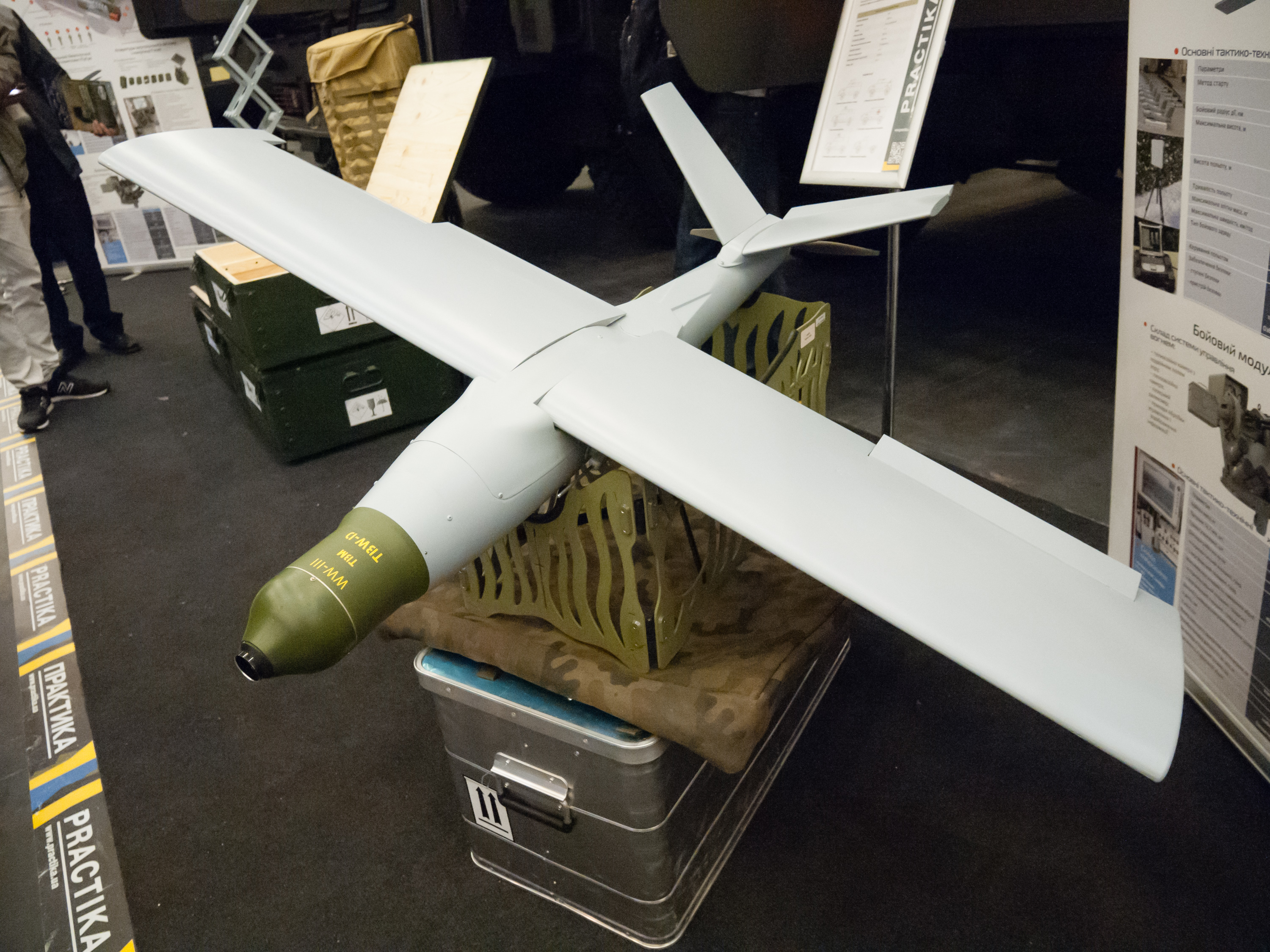
Warmate
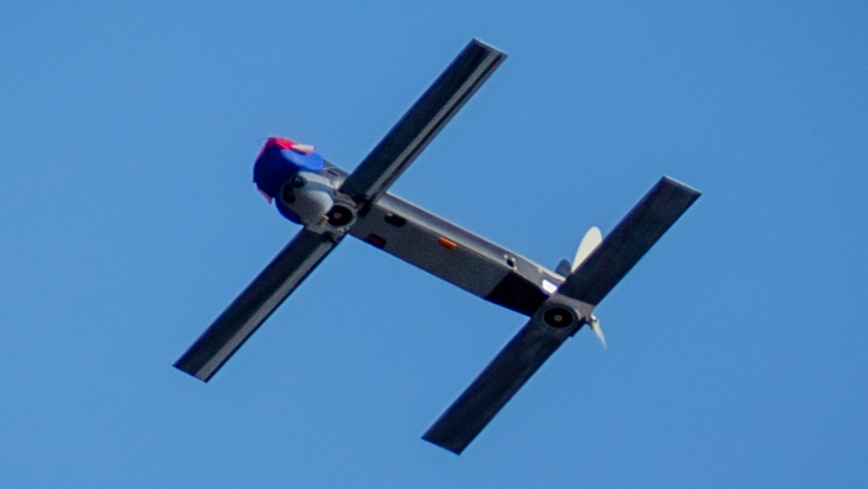
Switchblade 300

### Розробки часіврадянської окупації, отримані у спадокЗбройними силами України
| Ту-141 |
| --- |
| Ту-141 «Стриж» — радянський розвідувальний безпілотний літальний апарат з турбореактивним двигуном, розроблений у 1974 році. Вперше застосований у війні на сході України, в районі проведення АТО в 2014—2015 роках. 5 грудня 2022 року на російській військовій базі Енгельс було пошкоджено два стратегічних бомбардувальники Ту-95. За версією Defense Express і Politico удару міг завдати модифікований український БпЛА «Стриж». 6 лютого 2023 року Ту-141 з встановленою бойовою частиною у вигляді пристосованої авіаційної бомби ОФАБ-100-120 впав неподалік міста Калуга. За повідомленнями місцевих ЗМІ літальний апарат начебто впав після того, як зачепився за гілки дерев. |
| Ту-143 |
| Ту-143 «Рейс» — радянський розвідувальний безпілотний літальний апарат з турбореактивним двигуном, розроблений у 1970 році. Вперше застосований у війні на сході України, 5 квітня 2014 року розпочалася розконсервація і перше бойове розгортання безпілотних комплексів Ту-143, 10 квітня були виконані навчальні польоти даних БпЛА. Починаючи з літа того ж року задокументовані перші бойові втрати. |

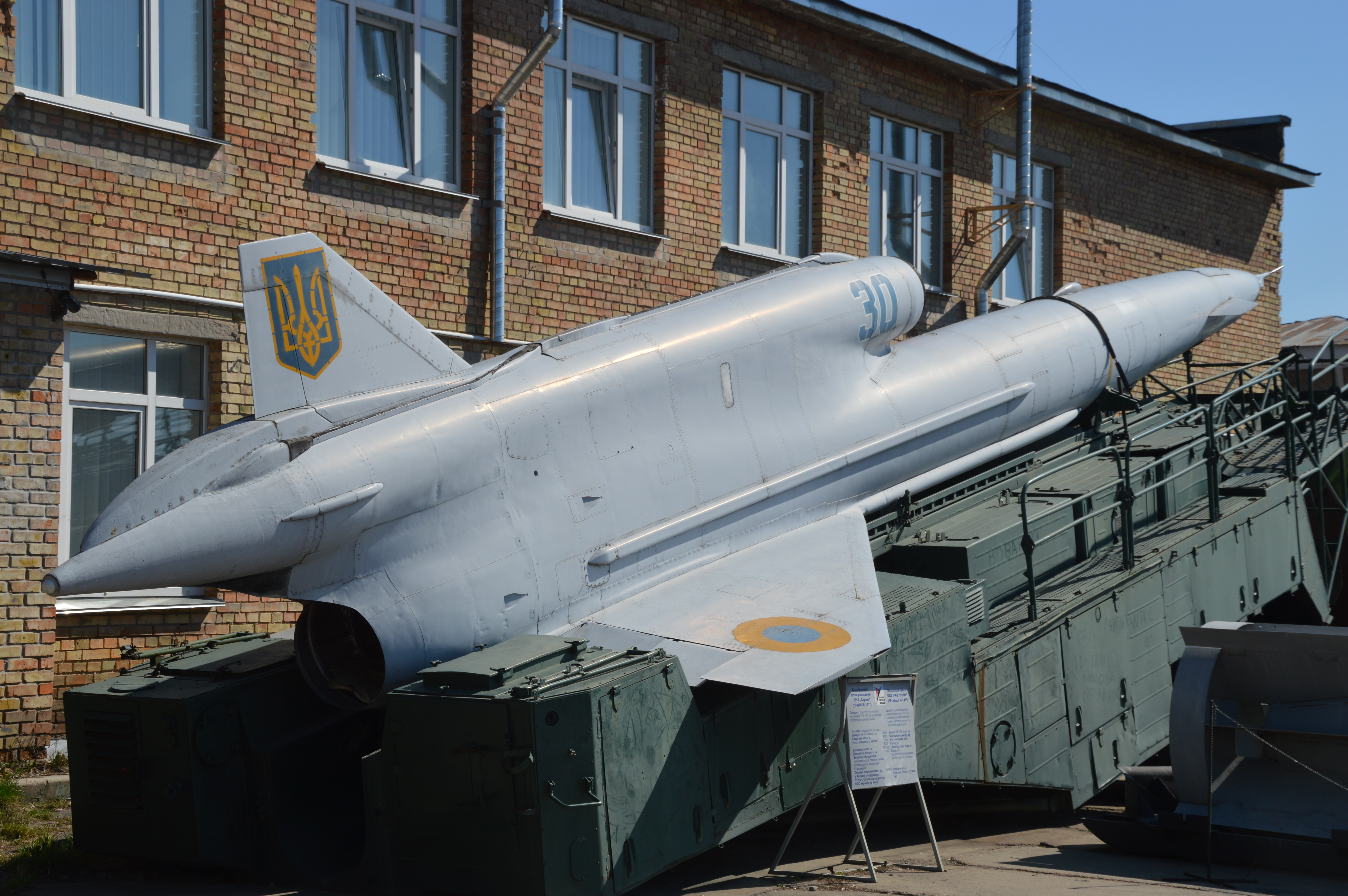
Ту-141 «Стриж»
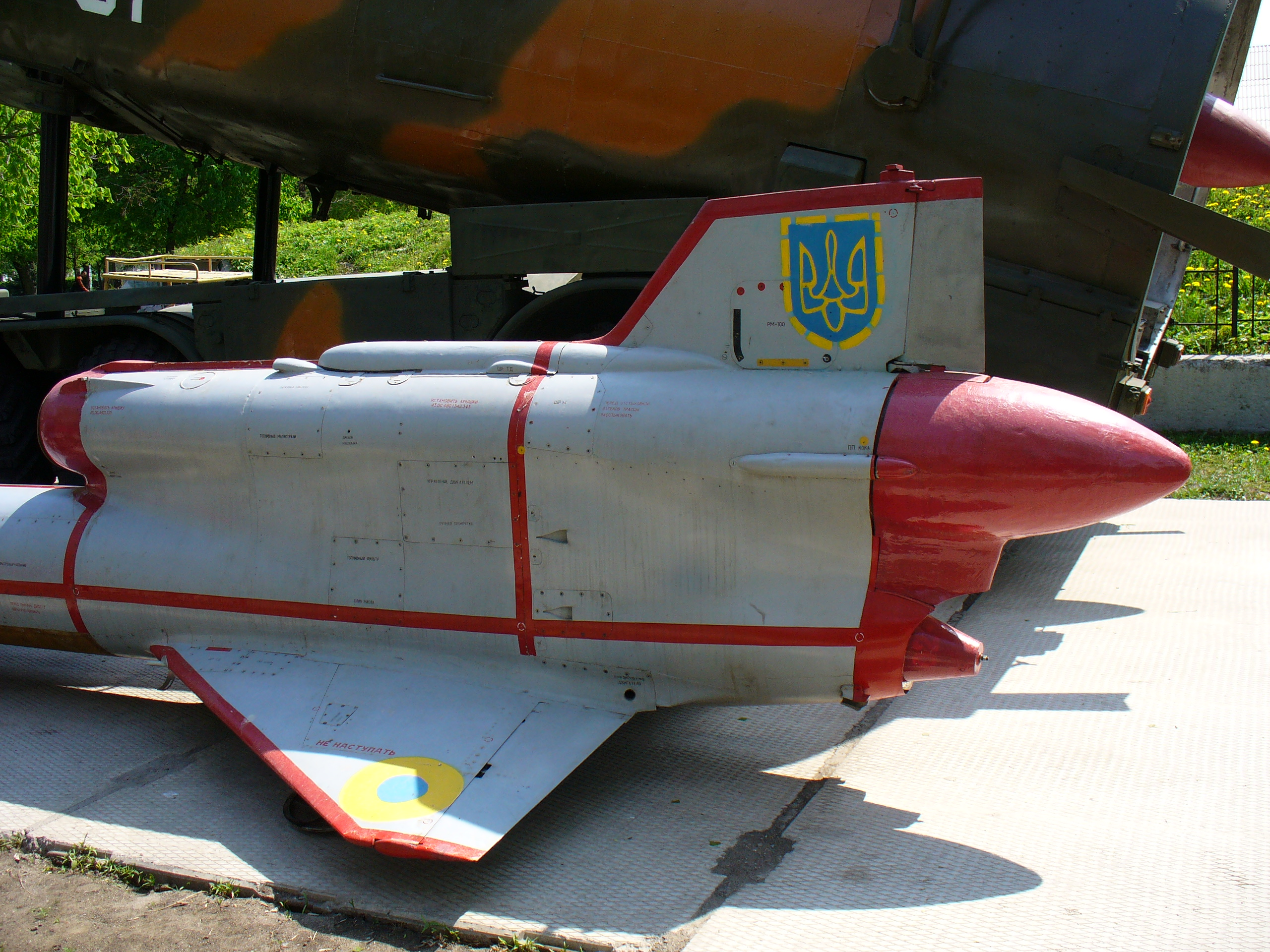
Ту-143 «Рейс»